# Empty Hands and Heavy Hearts
Empty Hands and Heavy Hearts è il secondo album in studio del gruppo musicale statunitense Close Your Eyes, pubblicato il 24 ottobre 2011 dalla Victory Records.
L'album si distacca dallo stile più melodico del primo album della band per avvicinarsi a sonorità più simili al post-hardcore, pur restando con forti influenze pop punk.

## Tracce
1. Hope Slips Away (The World Is Ours to Change) - 3:49
2. Empty Hands - 4:08
3. Erie - 2:38
4. Valleys - 3:24
5. Injustice - 2:21
6. Paper Thin - 3:26
7. Wormwood - 4:50
8. Keep the Lights On - 3:02
9. Carry You - 3:26
10. Wolves - 4:02
11. Scars - 3:32
12. Heavy Hearts - 5:19

## Formazione
- Shane Raymond - voce
- Brett Callaway - chitarra solista, cori
- Andrew Rodriguez - chitarra ritmica
- Sonny Vega - basso, cori
- Tim Friesen - batteria, percussioni